# صومعه سزار لئوناردو
صومعه سزار لئوناردو (انگلیسی: César Leonardo Monasterio؛ زادهٔ ۱۰ ژوئیهٔ ۱۹۷۱) بازیکن فوتبال اهل آرژانتین است.
از باشگاه‌هایی که در آن بازی کرده‌است می‌توان به باشگاه فوتبال دپورتیوو مورون اشاره کرد.